# Fédération de la république de Maurice de basket-ball
La Fédération de la république de Maurice de basket-ball est une association, fondée en 1959, chargée d'organiser, de diriger et de développer le basket-ball à Maurice.
La Fédération représente le basket-ball auprès des pouvoirs publics ainsi qu'auprès des organismes sportifs nationaux et internationaux et, à ce titre, Maurice dans les compétitions internationales. Elle défend également les intérêts moraux et matériels du basket-ball mauricien. Elle est affiliée à la FIBA depuis 1959, ainsi qu'à la FIBA Afrique.
La Fédération organise également le championnat national.